# Jazze Pha
Jazze Pha (prononcer « Jazzy Fay »), de son vrai nom Phalon Alexander, né en 1974 à Memphis dans le Tennessee, est un producteur et rappeur américain. Il est le fondateur et CEO du label Sho'nuff Records.

## Biographie
Jazze Pha est né Phalon Alexander, et a grandi dans le Tennessee. Il est le fils du bassiste James Alexander et de Denise Williams, une chanteuse – à ne pas confondre avec la chanteuse de gospel Deniece Williams,. Il doit son prénom à Phalon Jones, un membre du groupe de son père.
En 1990, Pha signe au label Elektra Records. Au début des années 1990, Jazze Pha publie un album de RnB sous le nom de scène Phalon. Jazze Pha se fait connaître en 1995 sur le titre Man Above, extrait de l'album d'Erick Sermon, Double or Nothing, sur lequel il rappe. Au fil de sa carrière, il travaille avec beaucoup d'artistes, parmi lesquels Nelly, Ludacris, Trick Daddy, T.I., Lil Wayne, Tupac Shakur, UGK, Bone Thugs-N-Harmony, et Petey Pablo. Jazze Pha fait connaître la chanteuse de RnB Ciara avec l'album Goodies. Il a produit son single 1, 2 Step, qu'elle chante avec Missy Elliott. Il signe un contrat avec Cash Money Records et possède son propre label Sho'nuff, sur lequel sont signées Ciara et Jody Breeze. Jazze Pha introduit ses productions avec la phrase « Ladies and Gentlemen, this is a Jazze Pha production » ou « Ladies and Gentlemen, this is a Jazze Phizzle Productizzle ». Cette phrase apparaît avec quelques variations sur des morceaux comme 1,2 Step, Boogie Oogie Oogie ou encore Errtime.
En 2005, il signe un contrat de production avec le label Cash Money. En 2006, il publie son premier album studio Happy Hour. Toujours en 2008, il s'associe avec Tamara Knechtel et son ami de longue date Ryan Glover afin de lancer la marque de vêtements Knitch. En mars 2008, Pha lance une émission de cuisine sur Internet, What's Cooking With Jazze qui fait participer différentes de vedettes selon AllHipHop.com.
En juillet 2010, Pha décide d'exposer son parcours contre l'obésité dans une émission de téléréalité ; il perd 45,4 kg. Au début de 2015, Pha produit le single Moolah du rappeur Young Greatness.

## Discographie

### Singles
| Année | Titre                                                    | Meilleure position | Meilleure position    | Album            |
| Année | Titre                                                    | Billboard Hot 100  | Hot R&B/Hip-Hop Songs | Album            |
| ----- | -------------------------------------------------------- | ------------------ | --------------------- | ---------------- |
| 2001  | Playboy/We Still                                         | -                  | #62                   | Playboy/We Still |
| 2005  | Happy Hour (avec Cee Lo Green)                           | -                  | #63                   | Happy Hour       |
| 2005  | Happy Hour (Remix) (avec Snoop Dogg, Bun B et Tone-Tone) | -                  | -                     | Happy Hour       |
| 2006  | Lose Your Cool (avec Cee Lo Green et Ciara)              | -                  | -                     | Happy Hour       |
| 2006  | If You Want Some (avec Young Buck                        | -                  | -                     | Buck the World   |